# Квинт Тиней Сакердот (консул 158 г.)
Квинт Тиней Сакердот Клемент (на латински: Quintus Tineius Sacerdos Clemens) e политик и сенатор на Римската империя през 2 век.

## Произход и кариера
Произлиза вероятно от Волтера в Етрурия и е почитан като патрон в Side в Памфилия (днес Турция) . Син е на Квинт Тиней Руф (консул 127 г.).
През 158 г. Сакердот е консул заедно със Секст Сулпиций Тертул. Той е също и понтифекс.

## Деца
- Квинт Тиней Руф (консул 182 г.)
- Квинт Тиней Клемент (консул 195 г.)
- Квинт Тиней Сакердот (суфектконсул 192 и консул 219 г.).